# جبل حزور
جبل حزور أو جبل حَذّور أو حازور تقع في الجليل الأسفل شماليّ فلسطين، يقع إلى الشرق من جبل كمّانة على السفوح الجنوبية للجبل تقع قرية المغار وقرية المنصورة المدمرة  وتقع قرية كفر عنان شمالًا وإلى الشرق من جبل كمّانة. يبلغ ارتفاع حزور 584 مترًا عن سطح البحر.